# Flintstens med Stanley
Flintstens med Stanley, ordlek som blandar The Flintstones och Sten & Stanley, var en tillfällig konstellation.

## Bakgrund
1995 slog Black Ingvars igenom med att spela dansbandscovers i hårdrocksstuk med kända hårdrockslingor. När Bert Karlssons Mariann Grammofon AB inte kunde teckna skivkontrakt med Black Ingvars bildade man den tillfälliga konstellationen Flintstens med Stanley.

## Medverkande
Gruppen bestod av Ajax Stargazer (gitarr), Billy Svinto (bas), Hilding Marshmallow (gitarr), Hempo Hildén (trummor). Dock spelade inte Hempo på albumet utan var bara med på omslaget. Gästmusiker på albumet var Göran Edman (sång), Thomas Vikström (sång, bas), Mika Corpi (sång), Peo Pettersson (sång), Janne Strandh (gitarr) och Marco Tapani (trummor). Samtliga musiker är aktiva i andra band. Chef för "projektet" var Patrik Tibell.

## Diskografi
Bandet släppte bara ett album, Stenhårda låtar 1, som kom ut 1995
1. - I natt i natt - 3:33
2. - Dagny - 3:33
3. - Hallå du gamle indian - 3:29
4. - Tommy - 5:18
5. - Främling - 3:06
6. - Säg inte nej, säg kanske - 2:38
7. - Moviestar - 3:06
8. - Mälarö kyrka - 3:25
9. - Aj, aj, aj - 2:10
10. - Sånt é livet (You Can Have Her?) - 3:54
11. - Va' har du under blusen, Rut? - 2:41
12. - Leende guldbruna ögon (Beautiful, Beautiful Brown Eyes) - 3:02
13. - Så gick det till när farfar var ung - 2:43